# Saint-Pierre-la-Noaille
Saint-Pierre-la-Noaille est une commune française située dans le département de la Loire en région Auvergne-Rhône-Alpes.

## Géographie

### Climat
Pour des articles plus généraux, voir Climat d'Auvergne-Rhône-Alpes et Climat de la Loire.
En 2010, le climat de la commune est de type climat océanique dégradé des plaines du Centre et du Nord, selon une étude du Centre national de la recherche scientifique s'appuyant sur une série de données couvrant la période 1971-2000. En 2020, Météo-France publie une typologie des climats de la France métropolitaine dans laquelle la commune est exposée à un climat de montagne ou de marges de montagne et est dans la région climatique Centre et contreforts nord du Massif Central, caractérisée par un air sec en été et un bon ensoleillement.
Pour la période 1971-2000, la température annuelle moyenne est de 10,6 °C, avec une amplitude thermique annuelle de 16,9 °C. Le cumul annuel moyen de précipitations est de 857 mm, avec 11,2 jours de précipitations en janvier et 7,6 jours en juillet. Pour la période 1991-2020, la température moyenne annuelle observée sur la station météorologique de Météo-France la plus proche, « Charlieu », sur la commune de Charlieu à 6 km à vol d'oiseau, est de 11,6 °C et le cumul annuel moyen de précipitations est de 769,3 mm,. Pour l'avenir, les paramètres climatiques de la commune estimés pour 2050 selon différents scénarios d'émission de gaz à effet de serre sont consultables sur un site dédié publié par Météo-France en novembre 2022.

## Urbanisme

### Typologie
Au 1er janvier 2024, Saint-Pierre-la-Noaille est catégorisée commune rurale à habitat dispersé, selon la nouvelle grille communale de densité à sept niveaux définie par l'Insee en 2022.
Elle est située hors unité urbaine. Par ailleurs la commune fait partie de l'aire d'attraction de Roanne, dont elle est une commune de la couronne,. Cette aire, qui regroupe 88 communes, est catégorisée dans les aires de 50 000 à moins de 200 000 habitants,.

### Occupation des sols
L'occupation des sols de la commune, telle qu'elle ressort de la base de données européenne d’occupation biophysique des sols Corine Land Cover (CLC), est marquée par l'importance des territoires agricoles (75 % en 2018), une proportion sensiblement équivalente à celle de 1990 (75,3 %). La répartition détaillée en 2018 est la suivante : 
prairies (56,9 %), forêts (21,1 %), zones agricoles hétérogènes (16,1 %), zones urbanisées (3,1 %), terres arables (2 %), eaux continentales (0,8 %). L'évolution de l’occupation des sols de la commune et de ses infrastructures peut être observée sur les différentes représentations cartographiques du territoire : la carte de Cassini (XVIIIe siècle), la carte d'état-major (1820-1866) et les cartes ou photos aériennes de l'IGN pour la période actuelle (1950 à aujourd'hui).

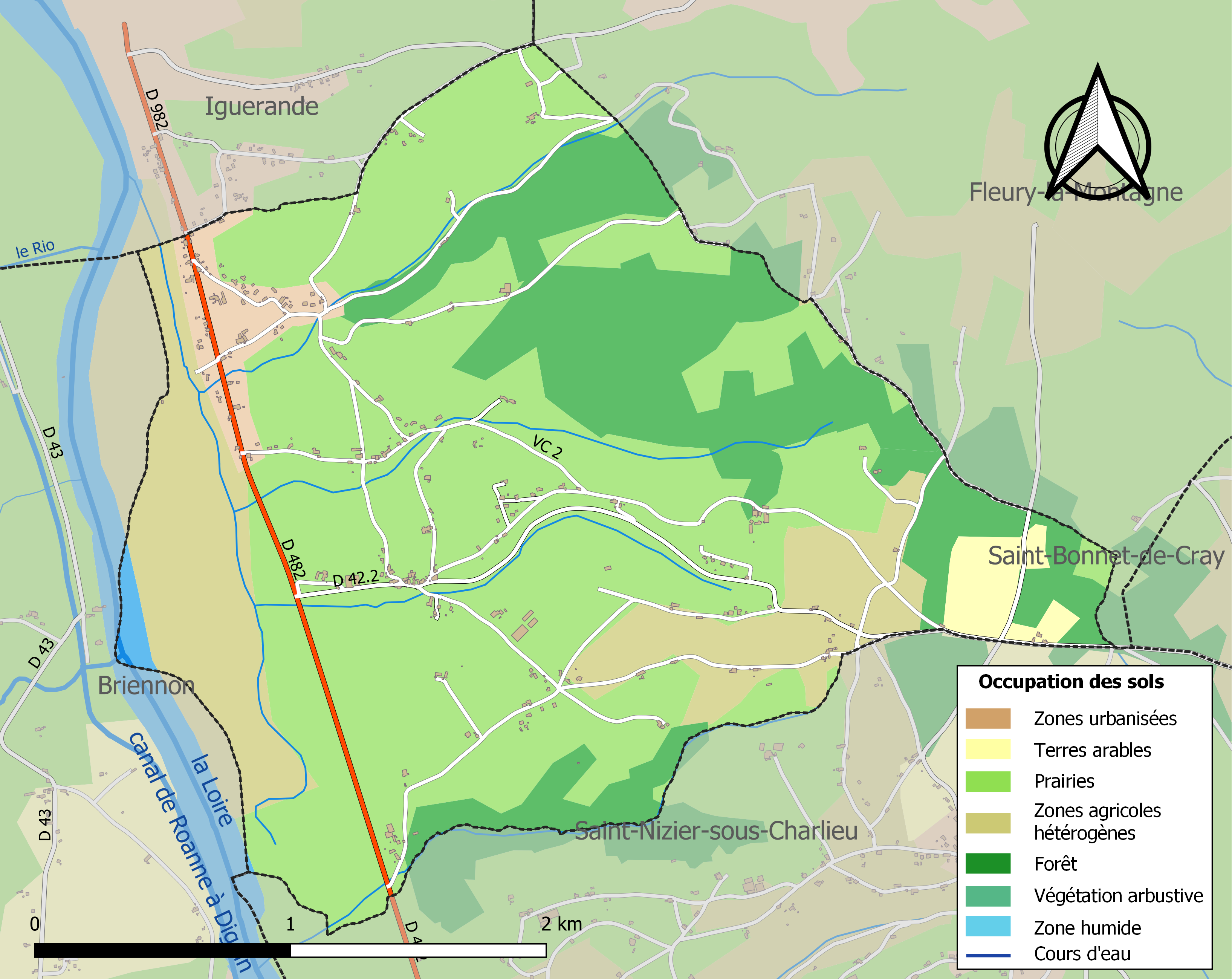
Carte des infrastructures et de l'occupation des sols de la commune en 2018 (CLC).

## Politique et administration
| Période                                  | Période  | Identité                        | Étiquette | Qualité |
| ---------------------------------------- | -------- | ------------------------------- | --------- | ------- |
| Les données manquantes sont à compléter. |          |                                 |           |         |
| 1822                                     | 1835     | Michel Maret de Saint-Pierre    |           |         |
| 1848                                     | 1852     | Guillaume Maret de Saint-Pierre |           |         |
| 1900                                     | 1912     | Honoré Audiffred                |           |         |
| 1983                                     | 2001     | Marc Morier                     |           |         |
| 2001                                     | 2006     | Louis Fargeat                   |           |         |
| 2006                                     | 2020     | Daniel Prêtre                   |           |         |
| mai 2020                                 | En cours | Alain Aubret                    |           |         |

## Démographie
L'évolution du nombre d'habitants est connue à travers les recensements de la population effectués dans la commune depuis 1793. Pour les communes de moins de 10 000 habitants, une enquête de recensement portant sur toute la population est réalisée tous les cinq ans, les populations de référence des années intermédiaires étant quant à elles estimées par interpolation ou extrapolation. Pour la commune, le premier recensement exhaustif entrant dans le cadre du nouveau dispositif a été réalisé en 2007.

En 2022, la commune comptait 381 habitants, en stagnation par rapport à 2016 (Loire : +1,32 %, France hors Mayotte : +2,11 %).
| 1793 | 1800 | 1806 | 1821 | 1831 | 1836 | 1841 | 1846 | 1851 |
| ---- | ---- | ---- | ---- | ---- | ---- | ---- | ---- | ---- |
| 480  | 476  | 478  | 453  | 457  | 458  | 478  | 529  | 502  |

| 1856 | 1861 | 1866 | 1872 | 1876 | 1881 | 1886 | 1891 | 1896 |
| ---- | ---- | ---- | ---- | ---- | ---- | ---- | ---- | ---- |
| 539  | 526  | 547  | 556  | 547  | 539  | 555  | 511  | 537  |

| 1901 | 1906 | 1911 | 1921 | 1926 | 1931 | 1936 | 1946 | 1954 |
| ---- | ---- | ---- | ---- | ---- | ---- | ---- | ---- | ---- |
| 539  | 510  | 477  | 372  | 345  | 332  | 308  | 284  | 310  |

| 1962 | 1968 | 1975 | 1982 | 1990 | 1999 | 2006 | 2007 | 2012 |
| ---- | ---- | ---- | ---- | ---- | ---- | ---- | ---- | ---- |
| 303  | 266  | 236  | 283  | 298  | 323  | 353  | 357  | 371  |

| 2017 | 2022 | - | - | - | - | - | - | - |
| ---- | ---- | - | - | - | - | - | - | - |
| 383  | 381  | - | - | - | - | - | - | - |

Les 377 habitants de la commune, au 31 décembre 2014, se répartissent en 139 de moins de 30 ans, 159 de 30 à 59 ans et 78 de 60 ans et plus.
Parmi les 239 personnes qui  ont entre 15 et 64 ans. 79,6 % sont des actifs ayant un emploi, 7,7 % sont chômeurs, 5,7 % sont élèves ou étudiants, 10,2 % sont retraités ou préretraités et 5,1 % d'autres inactifs.

## Logement
Le nombre de logements existants dans la commune en 2014 est de 178; 143 sont des résidences principales, 21 des résidences secondaires ou des logements occasionnels et 12 sont des logements vacants. Le nombre de maisons est de 173 et celui des appartements de 3.

## Économie et emploi
Sur le territoire communal il existe, au 31 décembre 2015, 32 établissements actifs qui emploient 17 salariés.
- 4 appartiennent au secteur de l’agriculture (6 salariés au total).
- 2 au secteur de l'industrie (0 salarié)
- 3 sont  du secteur de la construction (0 salarié)
- 20 sont du secteur du commerce, des transports et des services divers (9 salariés au total)
- 3 sont  du secteur de l’administration publique, de l’enseignement, de la santé et de l’action sociale (2 salariés au total).

## Culture locale et patrimoine

### Lieux et monuments
- Église Saint-Pierre.
- Château de Saint-Pierre (XIVe – XVIIe siècle).
- Château de la Garde (XVIIe siècle).
- Château de Marchangy[18]
- Ancien pavillon de chasse d'Anne de Beaujeu.
- Chapelle de la Noaille.

### Personnalités liées à la commune
- Jean-Honoré Audiffred (° 1840 - † 1917), député de la Loire de 1879 à 1904[19], sénateur de la Loire en 1895 et de 1904 à 1917[20], est mort dans la commune.

### Héraldique
| Blason de Saint-Pierre-la-Noaille | Blason  | D'azur à deux clés adossées en pal et entretenues d'argent; chaperonné ployé parti à dextre échiqueté d'or et de gueules de quatre traits et à senestre d'or à la merlette de gueules; le tout sommé d'un chef de sinople chargé de trois rencontres de veau d'argent. |
| Blason de Saint-Pierre-la-Noaille | Détails | Création "Les Héraldistes Républicains". Adopté le 9 octobre 2010. |